# Технофайт
«Технофайт» — третій неофіційний альбом гурту «Скрябін», записаний у 1993 році. Альбом офіційно не був виданий через розпад продюсерського агентства  «Ростислав Шоу». Якість самої музики вражала — від незвичної електронної альтернативи до нової романтики з філософськими текстами. Сам альбом був записаний як на професійній студії, так і на аматорській. Тому якість звучання дуже різнобока. Тривалість платівки становить понад 90 хвилин, що було зовсім незвично для тих років. Через відсутність ініціатив «Технофайт» залишається одним із андеграундних музичних альбомів, але попри це, повністю зберігся (пісні «Love» та «Всі такі примітивні», що відсутні в інтернеті, збереглися в музикантів першого складу гурту).

## Історія створення альбому
Альбом здебільшого записувався та зводився у 1993 році в Новояворівську, рідному для групи місті, завішаному павутинням підвалі студії «Спати» — на той час «Скрябіни» були єдиними її музикантами . Але це була вже не підвальна музика. Невдовзі це було доведено успіхом пісні «Танець Пінгвіна» на львівському «Радіо Незалежність» — пісня зайняла перше місце у хіт-параді. Написану Шурою пісню «То моє море» «Скрябіни» подарували співачці Віці Врадій — і саме з кліпом на цю пісню вона стала відомою в хіт-параді «Територія А» у 1996 році (концертну версію цієї пісні Віка виконувала з 1993 року).
Зрештою, найбільшим хітом з «Технофайту» стала пісня «Train», на яку режисер Володимир Зайковський відзняв чорно-білий кліп. Згодом, у листопаді 1995 року, львівська комп'ютерна фірма «Еніграф», що співпрацювала з Зайковським (та його телепрограмою «Modus Vivendi», де дуже часто з'являвся «Скрябін»), у вигляді дружньої допомоги та самореклами оздобила цей кліп комп'ютерною графікою, і в 1996 році він завойовував популярність у «Території А». Щоб не шокувати підлітків, з нової версії кліпу було прибрано кадри беззубого рота Андрія Кузьменка.
Працювали над альбомом вже в новому приміщенні, в палаці культури «Кристал», в Новояворівську, оскільки першу студію «Спати» мусили віддати музикантові Юрієві Дацькові у 1991 році. Саме в новому приміщенні була студія друга гурту Андрія Штурми під назвою «Притулок К'юра». Окрім Олександра Скрябіна, на «Технофайті» звукорежисурою займався і Андрій Кузьменко; Ростислав Домішевський свідчить: «В „Території А“ грав „Train“, записаний нами на мікшері „Електроніка“, а звучав він по зведенні ліпше, ніж то всьо, шо грало в тій же „А“ з професійних студій.»
Після завершення запису група вирушила у справжній тур маленькими містечками заходу України. Хоча й цього разу виступи були у клубах та військових частинах, рівень їх був набагато вищий. Це був перше велике концертне турне групи, своєрідне тренування — щоправда, великих результатів воно не принесло, але це вже залежало не від них.
Важко сказати, наскільки дійовим був вплив власної песимістичної музики на «Скрябінів», але наприкінці 1992 — на початку 1993 років сталися події, що додали музикантам песимізму. Продюсерське агентство «Ростислав-Шоу», яке підтримувало групу, нараз луснуло. Директор агентства Ростислав Штинь утік за кордон, і тепер уже не залишалося жодних надій на видання «Технофайту». Це було великим ударом для групи: відтепер вони мусили шукати інші способи заробляння грошей, нове застосування для своєї музики. Своєрідним підсумком була пісня «Нікому то не треба», яка поставила крапку в альбомі, закинутому в шухляду.
Матеріал з «Технофайту», хоч і не був ніколи виданий, досить широко розповсюджувався по друзях, музикантах, радіостанціях тощо. Увесь матеріал з альбому зберігся (пісні «Love» і оригінальна версії пісні «Всі такі примітивні» що раніше вважалися втраченими збереглись)

## Альбом-перевидання «Технофайт 1999»
В 1999 році альбом було частково перезаписано і видано компанією «Boom Records» на компакт дисках.

## Список композицій
| #   | Назва                   | Тривалість |
| --- | ----------------------- | ---------- |
| 1.  | «Не дай»                | 4:46       |
| 2.  | «Ти кажеш»              | 3:16       |
| 3.  | «Бреши мені в голос»    | 4:08       |
| 4.  | «Танець пінгвіна»       | 3:49       |
| 5.  | «То моє море»           | 4:49       |
| 6.  | «Технофайт»             | 3:33       |
| 7.  | «Маленька зимна пташка» | 4:15       |
| 8.  | «Коли не буде нас»      | 6:11       |
| 9.  | «Train»                 | 5:27       |
| 10. | «Не вмирай»             | 3:15       |
| 11. | «Love»                  | 3:35       |
| 12. | «Show me»               | 5:27       |
| 13. | «Я мав свій сон»        | 2:35       |
| 14. | «Нікому то не треба»    | 3:17       |
| 15. | «Сам»                   | 3:18       |
| 16. | «In your eyes (В очах)» | 4:14       |
| 17. | «Operator»              | 4:28       |
| 18. | «Наше місто»            | 2:13       |
| 19. | «Education»             | 2:57       |
| 20. | «Велика стіна»          | 4:24       |
| 21. | «Віддай той сон»        | 3:37       |
| 22. | «Старий»                | 4:51       |
| 23. | «Нейлоновий час»        | 4:06       |
| 24. | «Тихо пішов»            | 4:18       |
| 25. | «То мій голос»          | 4:17       |
| 26. | «Я йшов»                | 4:51       |
| 27. | «Всі такі примітивні»   | 4:15       |

## Склад гурту
- Андрій «Кузьма» Кузьменко — клавішні, вокал, звукорежисура, аранжування
- Сергій «Шура» Гера — клавішні
- Ростислав «Рой» Домішевський — бас-гітара
- Олександр Скрябін — звукорежисура, аранжування